# 楊瑄 (乾隆進士)
楊瑄（?—?），贵州施秉人，清朝政治人物。同進士出身。
乾隆二十二年（1757年）丁丑科進士，三甲七十名，官直隸滿城縣知縣。